# 横舘英雄
横舘 英雄（よこだて ひでお、1941年〈昭和16年〉9月29日 - 2024年〈令和6年〉5月27日）は、元テレビ朝日アナウンサー。岩手県二戸市出身。

## 来歴・人物
| 年表                   | 経歴・備考など                                                                         |
| ---------------------- | -------------------------------------------------------------------------------------- |
| 1965年4月              | 札幌北高等学校→法政大学卒業後、当時の日本教育テレビ（NET）にアナウンサーとして入社     |
| 1977年10月 - 1978年9月 | 『ANNニュースレーダー』金曜日担当キャスター                                            |
| 時期不明 - 1982年3月   | 『ANNニュースファイナル』金 - 日曜日担当キャスター                                     |
| その他                 | 上記以外の報道番組キャスターやスポーツ中継を担当し、アナウンス部長を歴任               |
| 1996年4月              | 郷里の岩手県に設立された系列局岩手朝日テレビ（同年10月開局）に出向                     |
| その他                 | 報道制作局長、取締役兼報道制作担当補佐、同営業局長・営業本部長補佐、業務局長などを歴任 |
| その他                 | 同社を退社後は、母校の法政大学で自主マスコミ講座（代表顧問は稲増龍夫）の講師に就任     |
| 2024年5月27日          | 死去                                                                                   |